# Jenna Laukkanen
Pour les articles homonymes, voir Laukkanen.
Jenna Laukkanen, née le 2 mars 1995 à Kuhmo, est une nageuse finlandaise, pratiquant la brasse.
Aux Championnats d'Europe de natation en petit bassin 2015, elle remporte la médaille d'or du 50 et du 100 mètres brasse.

## Palmarès

### Championnats d'Europe

#### En grand bassin
- Championnats d'Europe 2016 à Londres (Royaume-Uni) :
  -  Médaille de bronze du 50 mètres brasse.
  -  Médaille de bronze au titre du relais 4 x 100 mètres quatre nages.

#### En petit bassin
- Championnats d'Europe 2015 à Netanya (Israël) :
  -  Médaille d'or du 50 mètres brasse.
  -  Médaille d'or du 100 mètres brasse.